# 达累斯萨拉姆
是坦桑尼亚最大的城市兼旧都，以及同名省份——达累斯萨拉姆区的首府，堪称是坦桑尼亚的经济首都。面积162.5平方公里，都会区人口2,456,100（2005年统计数据）。分为五個市區（伊拉拉、基诺多尼、特梅克、乌本戈、基加博尼）。

## 地理

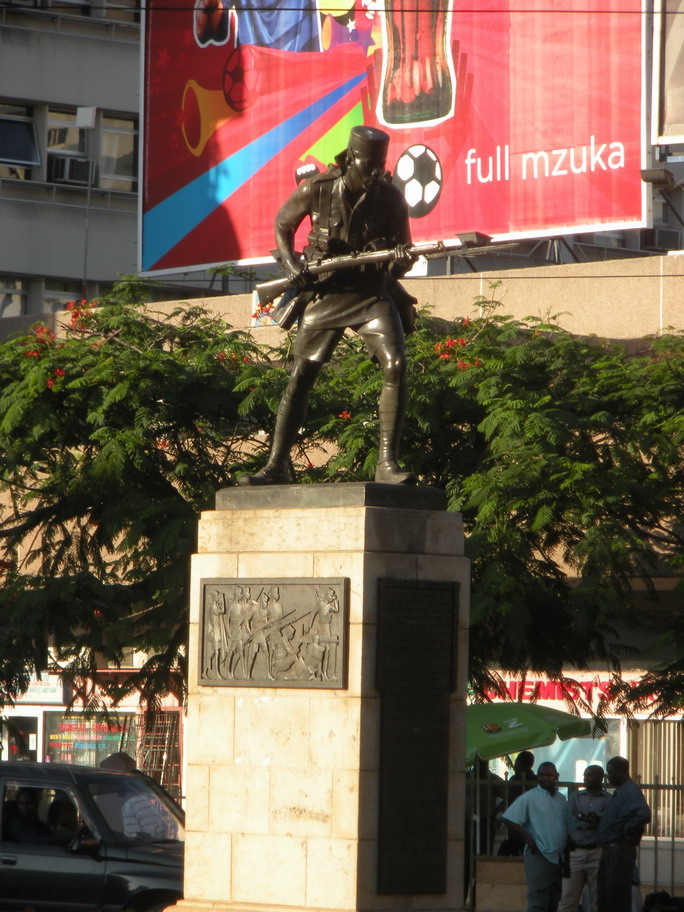
达累斯萨拉姆市中心的一战阵亡战士纪念碑。

### 位置范围
位于非洲印度洋岸中段滨海平原之上，地处低纬度，南纬6°48'东经39°17'（−6.8000, 39.2833）。海拨8-15m，扼西印度洋航运要冲。

### 气候

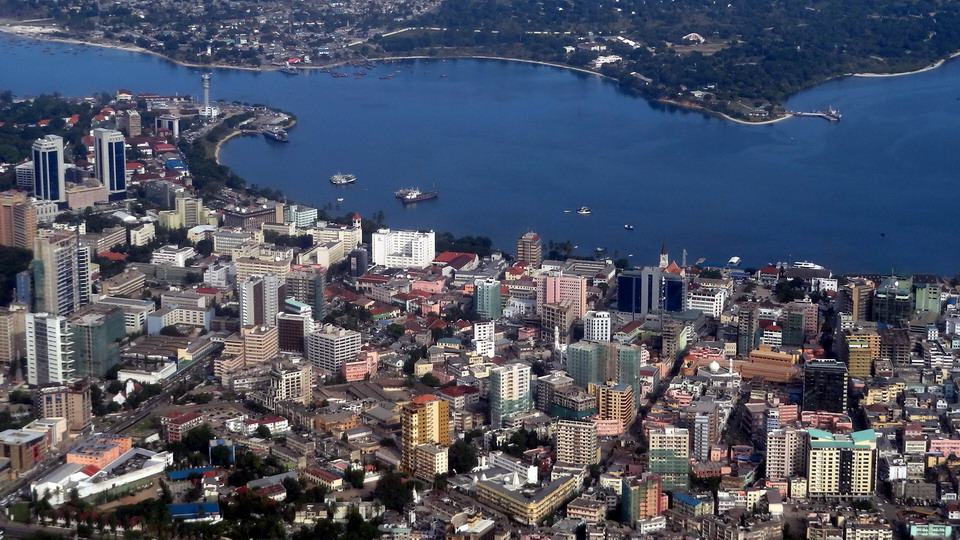
鸟瞰达累斯萨拉姆港湾

由于离赤道和温暖的印度洋很近，整个城市通常都是处于明显的热带气候，一年中大多数的天气都是又热又潮湿的。
每年年降水量接近1,100（43英寸）而且通常一年有两个明显分开的雨季，“长雨季”是在4月和5月，而“短雨季”则是在10月和11月。
年平均气温1月最高为31℃，7月最低为19℃。12月至次年2月盛行北和东北风，4～7月盛行南和西南风，8～11月盛行东风，8～9月偶有大风，极少有雾。
| 达累斯萨拉姆                                 | 达累斯萨拉姆 | 达累斯萨拉姆 | 达累斯萨拉姆 | 达累斯萨拉姆  | 达累斯萨拉姆 | 达累斯萨拉姆 | 达累斯萨拉姆 | 达累斯萨拉姆 | 达累斯萨拉姆 | 达累斯萨拉姆 | 达累斯萨拉姆 | 达累斯萨拉姆 | 达累斯萨拉姆    |
| 月份                                         | 1月          | 2月          | 3月          | 4月           | 5月          | 6月          | 7月          | 8月          | 9月          | 10月         | 11月         | 12月         | 全年            |
| -------------------------------------------- | ------------ | ------------ | ------------ | ------------- | ------------ | ------------ | ------------ | ------------ | ------------ | ------------ | ------------ | ------------ | --------------- |
| 历史最高温 °C（°F）                          | 35.0 (95.0)  | 35.2 (95.4)  | 35.0 (95.0)  | 35.0 (95.0)   | 32.9 (91.2)  | 33.0 (91.4)  | 31.8 (89.2)  | 31.9 (89.4)  | 33.8 (92.8)  | 33.7 (92.7)  | 34.0 (93.2)  | 34.5 (94.1)  | 35.2 (95.4)     |
| 平均高温 °C（°F）                            | 31.8 (89.2)  | 32.4 (90.3)  | 32.1 (89.8)  | 30.7 (87.3)   | 29.8 (85.6)  | 29.3 (84.7)  | 28.9 (84.0)  | 29.4 (84.9)  | 30.3 (86.5)  | 30.9 (87.6)  | 31.4 (88.5)  | 31.6 (88.9)  | 30.7 (87.3)     |
| 平均低温 °C（°F）                            | 23.5 (74.3)  | 23.3 (73.9)  | 22.8 (73.0)  | 22.4 (72.3)   | 21.3 (70.3)  | 19.2 (66.6)  | 18.2 (64.8)  | 18.1 (64.6)  | 18.4 (65.1)  | 19.7 (67.5)  | 21.3 (70.3)  | 22.8 (73.0)  | 20.9 (69.6)     |
| 历史最低温 °C（°F）                          | 18.1 (64.6)  | 18.4 (65.1)  | 19.6 (67.3)  | 19.6 (67.3)   | 16.2 (61.2)  | 14.4 (57.9)  | 13.7 (56.7)  | 12.8 (55.0)  | 14.3 (57.7)  | 15.8 (60.4)  | 17.6 (63.7)  | 18.8 (65.8)  | 12.8 (55.0)     |
| 平均降雨量 mm（）                            | 76.3 (3.00)  | 54.9 (2.16)  | 138.1 (5.44) | 254.2 (10.01) | 197.8 (7.79) | 42.9 (1.69)  | 25.6 (1.01)  | 24.1 (0.95)  | 22.8 (0.90)  | 69.3 (2.73)  | 125.9 (4.96) | 117.8 (4.64) | 1,149.7 (45.26) |
| 平均降雨天数（≥ 1.0 mm）                     | 7            | 4            | 11           | 18            | 13           | 5            | 4            | 4            | 3            | 5            | 8            | 9            | 91              |
| 平均相對濕度（％）                           | 77           | 76           | 80           | 84            | 81           | 78           | 77           | 76           | 75           | 76           | 78           | 78           | 79              |
| 月均日照時數                                 | 235.6        | 223.2        | 213.9        | 156.0         | 213.9        | 222.0        | 223.2        | 266.6        | 252.0        | 275.9        | 252.0        | 241.8        | 2,776.1         |
| 日均日照時數                                 | 7.6          | 7.9          | 6.9          | 5.2           | 6.9          | 7.4          | 7.2          | 8.6          | 8.4          | 8.9          | 8.4          | 7.8          | 7.6             |
| 来源1：世界气象组织                          |              |              |              |               |              |              |              |              |              |              |              |              |                 |
| 来源2：德国气象局 (极端数据、湿度和日照时间) |              |              |              |               |              |              |              |              |              |              |              |              |                 |

## 历史

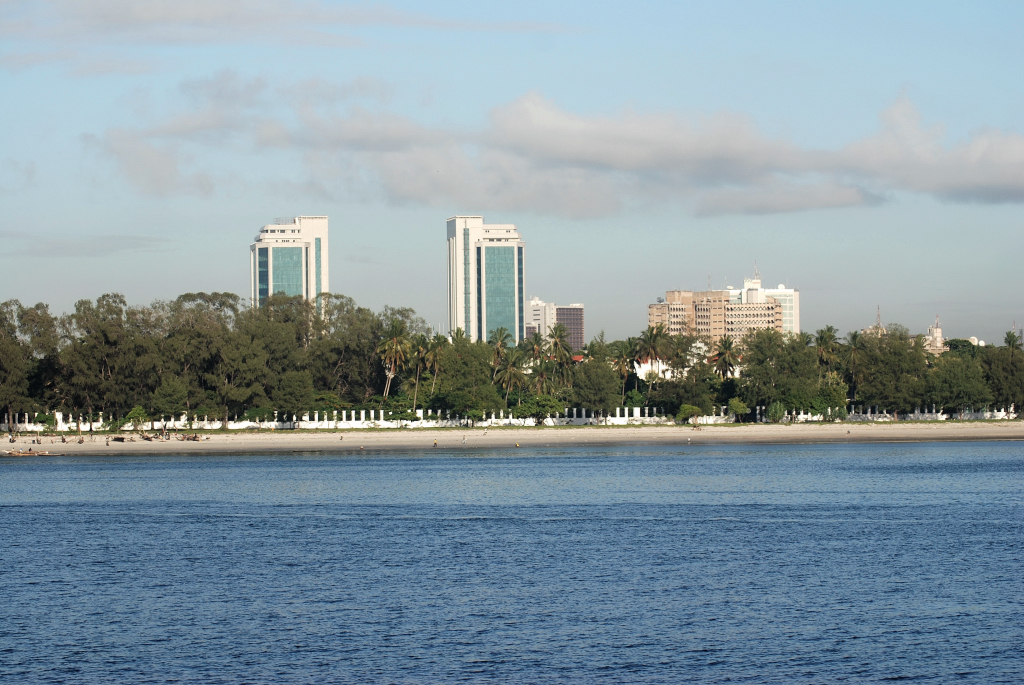
达累斯萨拉姆

达累斯萨拉姆作为城市有150多年的历史。其原为渔村，是莫罗戈罗一带的库突族迁此，起名“姆兹兹玛村（Mzizima）”，意为“凉爽的地方”，或“健康镇”。1857年桑给巴尔的马吉德苏丹在此修建宫殿。1862年马吉德命名为“Bandares Salaam”。阿拉伯语“bandar”意为“港”，“salaam”是“和平”的意思，全名意为“和平之港”。现名来源于阿拉伯语，转写为Dār as-Salām，直译为“和平之家”。
1887年德国的东非公司在此建立锚地。
1891年至1916年为德属东非的首都。
1961年至1964年为坦噶尼喀首都，后来为坦桑尼亚首都。
1974年，坦桑尼亚议会决定把首都迁往内地城镇多多马。然而，到1996年才完成首都遷移。

## 工业
达累斯萨拉姆也是全国的工业中心，其产业以轻纺工业为主，有大型纺织厂和卷烟、食品、制革、腰果加工、炼油、机车修理、农机具修造、PET瓶磚和水泥等企业。

## 交通

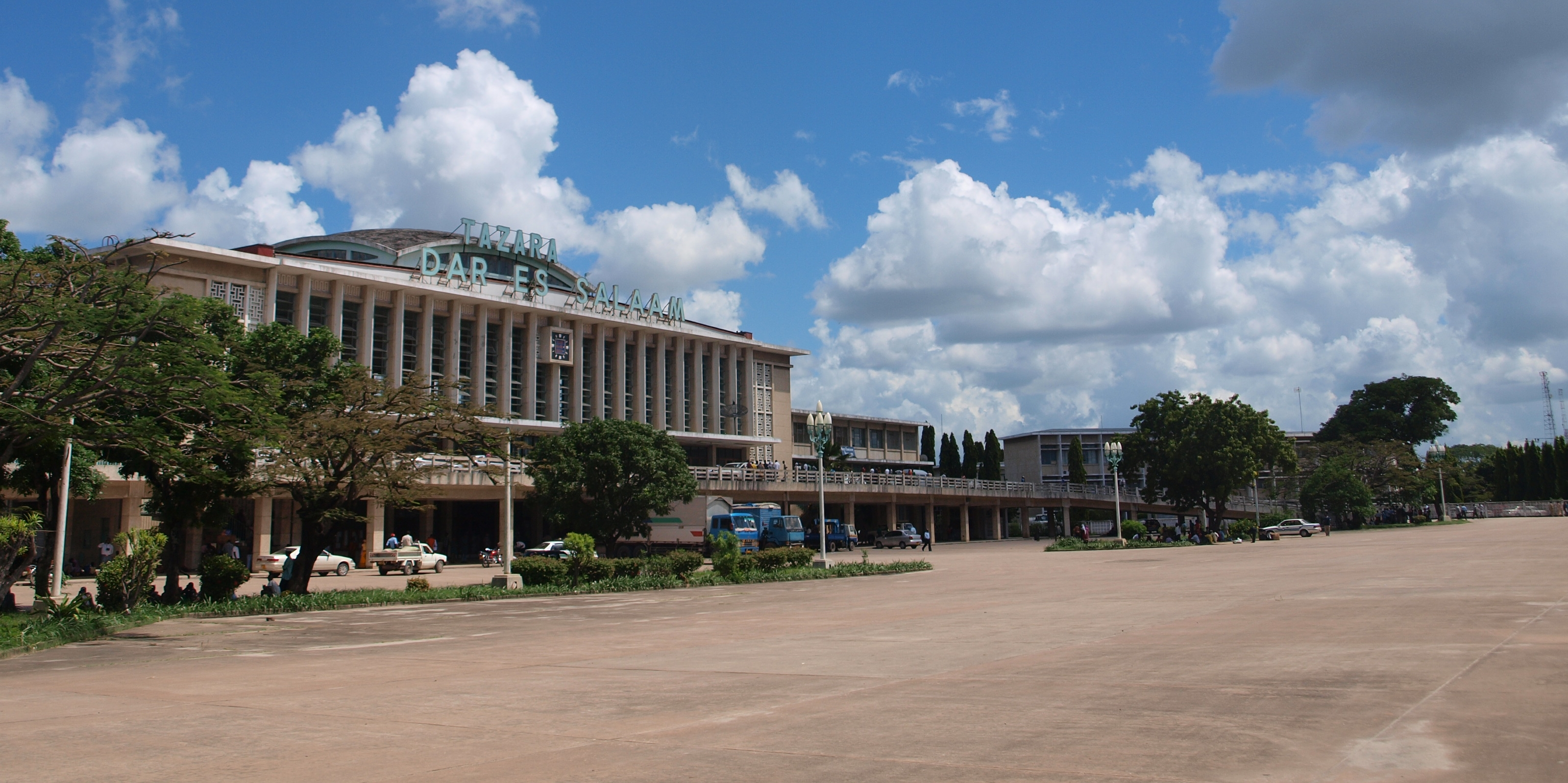
达累斯萨拉姆火车站

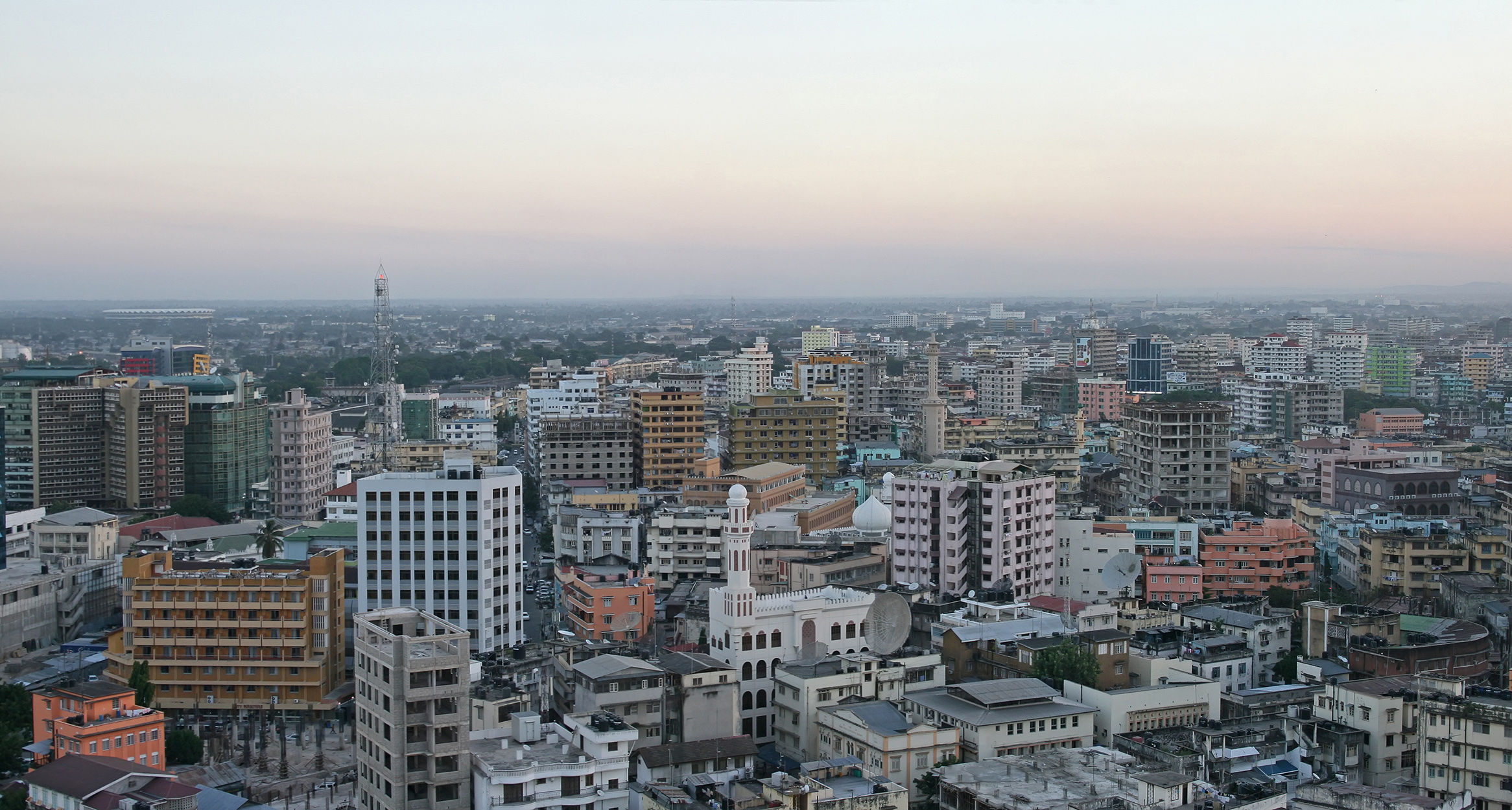
达累斯萨拉姆的薄暮

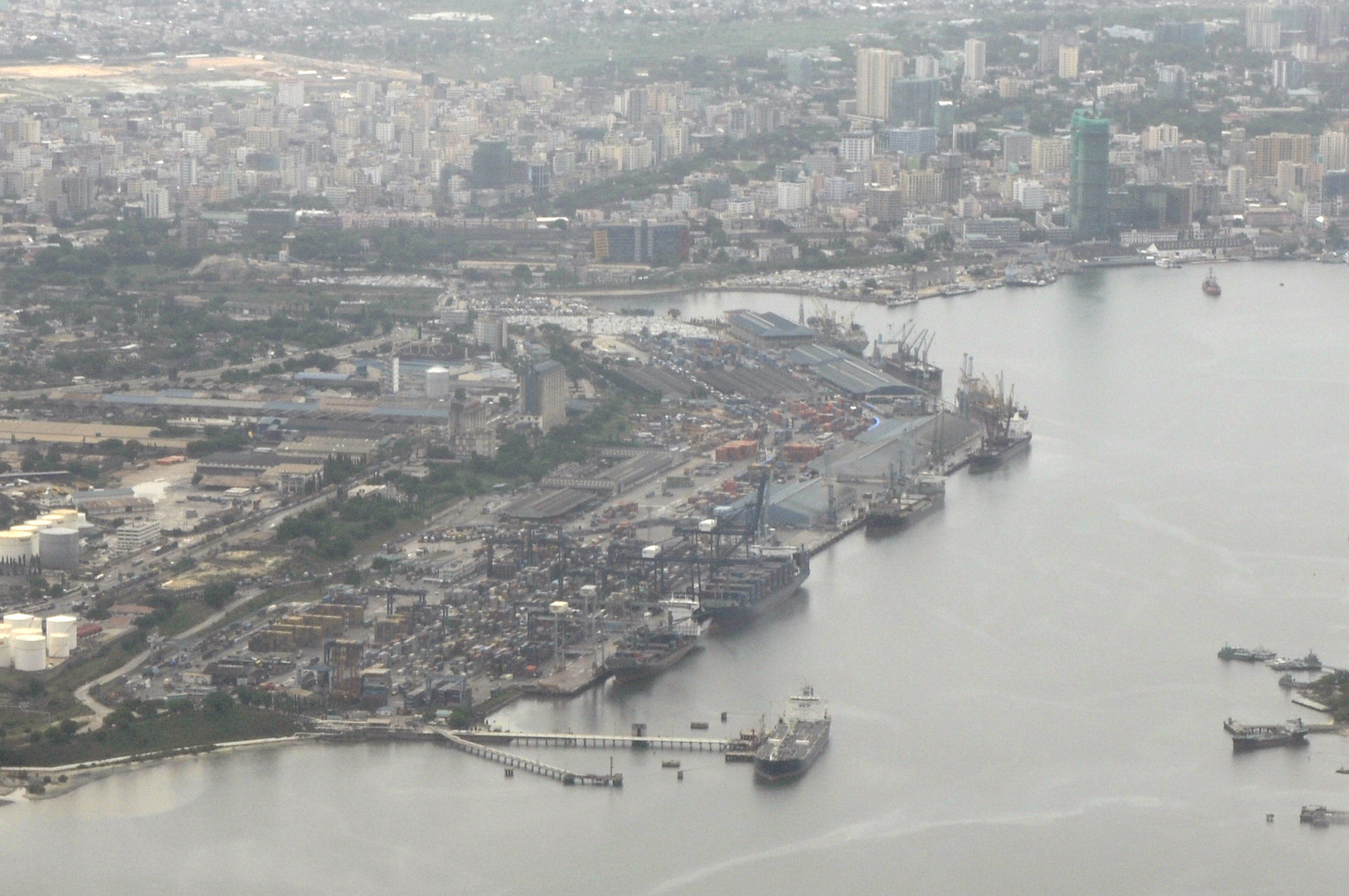
達累斯薩拉姆的港口

达累斯萨拉姆市濒临印度洋，是天然优良港湾，建有达累斯萨拉姆港口，为坦桑尼亚及东非国家的主要海港，仓库、修船、装卸设备齐全，输出棉花、咖啡、剑麻及其他农矿产品。该市是坦贊鐵路东部的起点站，也是中央铁路的起点站，坦桑尼亚的几条重要的铁路均从这里向内陆伸展。主要的航空运输枢纽为朱利叶斯·尼雷尔国际机场（Julius Nyerere International Airport，DAR/HTDA）。公路通全国各大城镇。全国三分之二地区的进出口物资都要通过这里集散，同时为邻国刚果（金）部分地区和卢旺达、布隆迪两个内陆国家取得便利的出海通道。
在市内交通工具方面，达拉达拉（dala dala）中巴车作为一种便宜、大众化的公交车，其包括一个司机和一个售票员。达拉达拉时常拥挤超载，也有吊在车门外的乘客。

## 文化

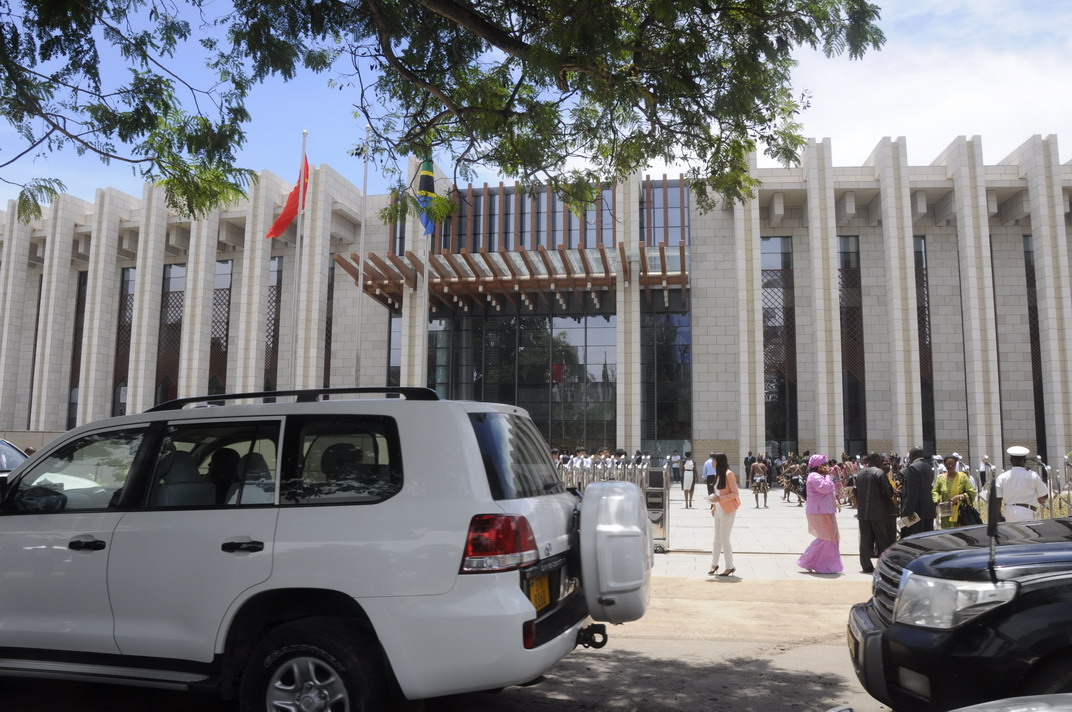
在达累斯萨拉姆新落成的尼雷尔国际会议中心。

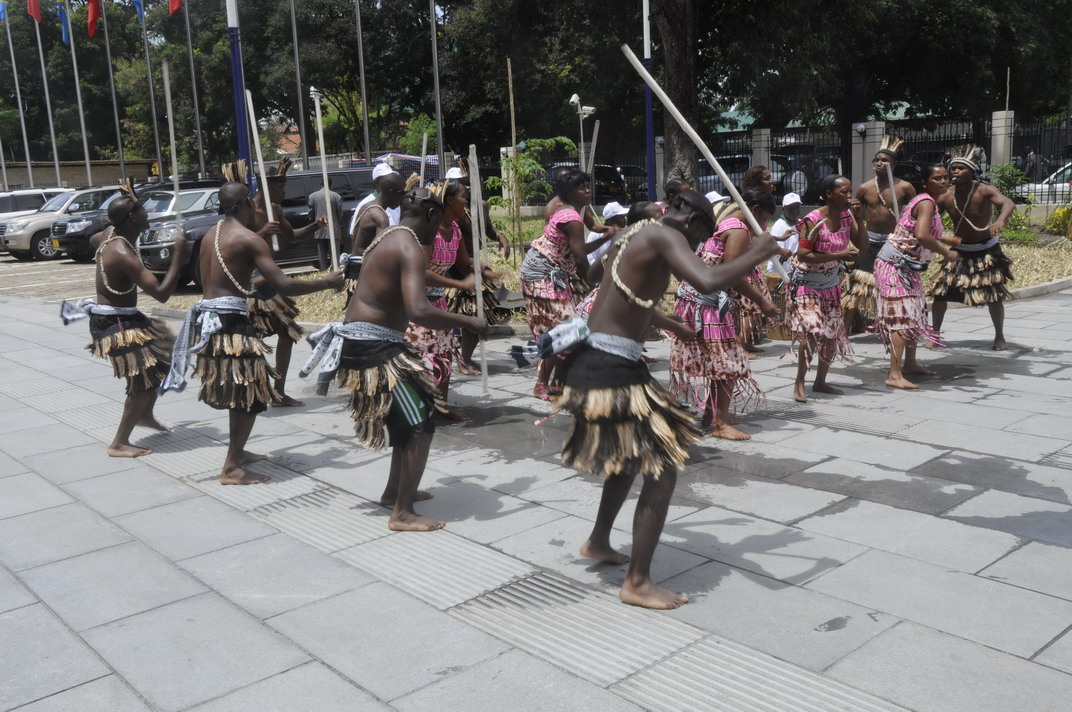
在达累斯萨拉姆能见到非洲传统舞蹈表演。

达累斯萨拉姆有其独特的历史和文化，它是东部非洲印度洋沿岸班图文化与阿拉伯及印（度）巴（基斯坦）文化交融而成的斯瓦希里文化的典型代表城镇之一。在建筑风格上存有非洲本土班图风情、德国殖民者文化、英国殖民者文化、民族独立精神和斯瓦希里文化及这些文化风情的混合，如欧陆的高大敞亮、中东的天井回廊、印巴的雕画门窗、混成的玻璃百叶。
音乐方面，达累斯萨拉姆有几个流派。生存时间最长的为生活舞蹈（muziki wa dansi）类型的乐队DDC Mlimani公园管弦乐队等。而Hip Hop and R&B型的“Bongo Flava”流派也变得非常流行。起源于桑吉巴尔的Taarab音乐流派也有定的市场。作为部落音乐的传统音乐仍在一些家庭的特定场合如婚礼等表演。
达累斯萨拉姆（特别是Oyster Bay）是坦桑尼亚Tingatinga土著油画风格的发源地。
2013年3月，尼雷尔国际会议中心在达累斯萨拉姆建成开馆。

## 教育
在教育方面，达累斯萨拉姆有著名的达累斯萨拉姆大学，还有一些高等院校如技术学院、Ardhi大学、Muhimbili卫生与应用学科大学、坦桑尼亚公开大学、Hubert Kairuki Memorial大学、国际医科与技术大学、Kampala国际大学及若干图书馆和研究所。

## 体育
达累斯萨拉姆的足球也有一定基础，拥有达累斯萨拉姆青年非洲足球俱乐部、雄狮足球俱乐部及其他一些坦桑尼亚足球俱乐部。国家体育场常年举行国内足球联赛及国际比赛。

## 宗教

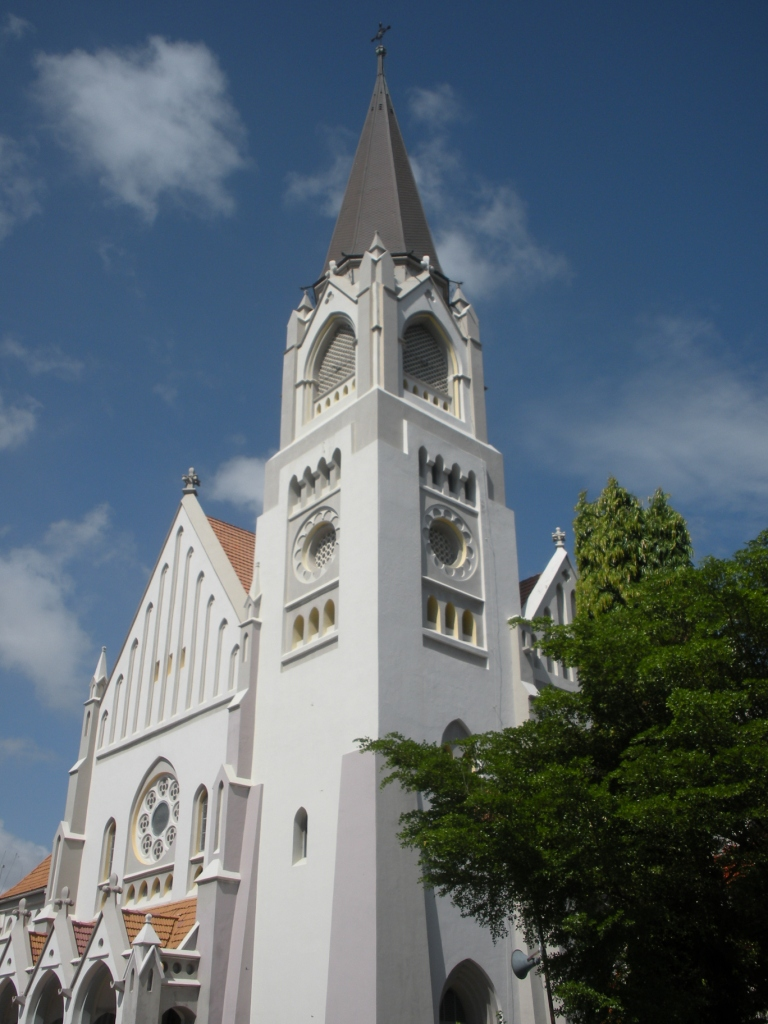
达累斯萨拉姆市区的约瑟夫天主教堂。

与坦桑尼亚其他地方一样，达累斯萨拉姆人的宗教信仰主要为基督教和伊斯兰教。此外，在该市，也能见到印度教、印度锡克教和伊斯玛仪教派的教堂。

## 饮食

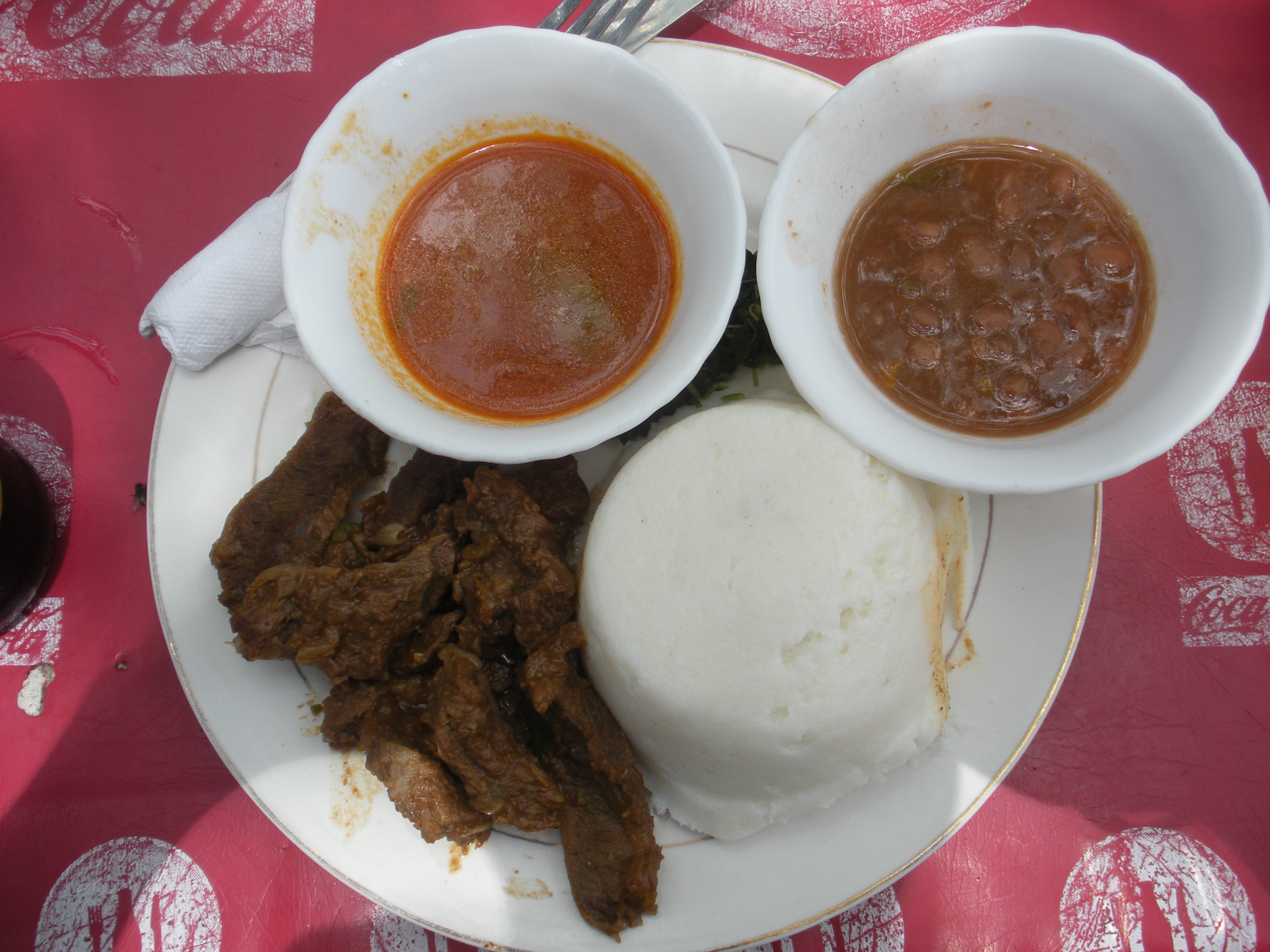
当地特色饮食乌咖哩配酱汁

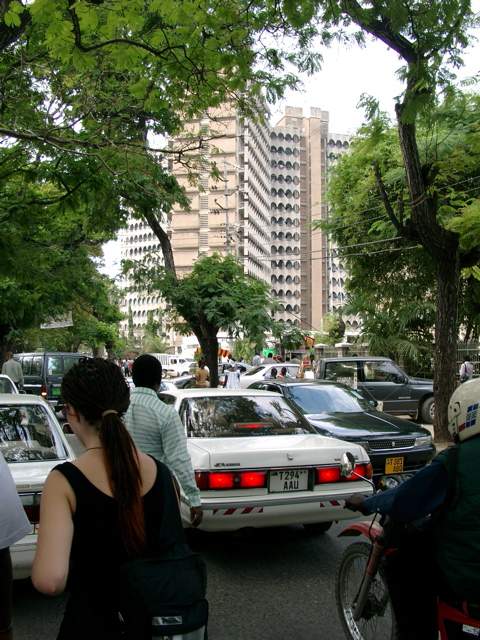
达累斯萨拉姆街区一角

因烹饪主要靠木炭取火，其火热效率不高但持久，故当地的烹煮方法主要为炖、煮、焖、烤等。
当地特色饮食为乌咖哩，一种用慢火烹煮而成的玉米粉糊糊。主城区人的主食为米饭或者乌噶里，伴以菜汁、肉汁或者炸鸡、烤鱼；郊区人的主食为乌噶里佐以菜汁或肉汁进食。当地人还爱吃牛、羊肉，爱喝咖啡。在达累斯萨拉姆著名的鱼市场上，可买到新鲜的海产品如鱿鱼、海参、甲鱼等。从饮食口味上讲，一般较重，不怕油腻，喜食辣味的食品。
在达市，有许多中餐馆，如唐人、和平、成都、天水、长城饭店等，也有英式西菜馆、意大利餐馆和日本料理等。桑吉巴尔风格和印度风味的饭馆为当地的传统饭馆。在大街上，也有卖快餐与小吃的小贩，如来源于南亚的咖喱角为当地的快餐食品。

## 旅游
达累斯萨拉姆市区有许多观光的地方。其中，“阿斯卡里”纪念碑为祭奠一战期间阵亡非洲将士而立；市区微型植物园则展示了多种东非热带树种类；在国家博物馆里，展有360万年前直立行走最古老人类足迹化石的；老议会大厦向人们诉说了达累斯萨拉姆曾作为坦桑尼亚首都的历史；海洋路医院则在抗疟疾病和结核病史上有过突破性发现。
另外，还有很多有特色的建筑，包括总统府（前英国总督府）、路德派基督教堂、圣约瑟夫天主教堂、德国要塞和市政厅等。值得一提的是乡村博物馆，其展现了坦桑尼亚不同部族建筑风格，馆内展有坦桑尼亚126个部族利用树干、树枝、草叶及泥土搭建的坦桑尼亚风格的茅舍草棚。达累斯萨拉姆距美丽海岛与观光胜地桑给巴尔岛40英里。在该市北边有小镇巴加莫约，是非洲奴隶市场遗址。

达累斯萨拉姆全景

## 姐妹城市
- 德国汉堡 [5]
- 土耳其薩姆松
- 中华人民共和国常州市
- 伊朗馬贊德蘭省